# Forest of Shadows
Forest of Shadows é uma banda sueca de doom metal.

## História
Forest of Shadows nasceu na cidade sueca de Halmstad, em 1997. Inicialmente, Niclas Frohagen montou a banda como um projecto a solo, mas após o lançamento da demo The Silent Cry em 1998, as coisas tornaram-se mais sérias.
O multi-instrumentista Micce Andersson juntou-se a Niclas e a banda mudou-se para Gotemburgo. Pouco depois, Martin Claesson entrou no projecto, e a banda começou a dar concertos.
Em 2000, a banda começa a escrever aquilo que será o mCD Where Dreams Turn to Dust. Antes da gravação deste álbum, Martin Claesson deixa a banda. Mais tarde, a gravadora que iria lançar Where Dreams Turn to Dust abre falência.
A gravadora Rage of Achilles oferece-se para lançar o mCD (Outubro de 2001).
No Verão de 2002, Niclas mudou-se para Estocolmo e a banda voltou a ser um projecto a solo. Mal Niclas acabou a produção do primeiro album, Rage of Achilles cancela a edição devido a problemas financeiros. E mais uma vez, aparece uma gravadora disposta a comercializar o álbum, a Firebox. Em Outubro de 2004, Departure é apresentado ao público.
No ano seguinte, Where Dreams Turn to Dust é re-lançado.

## Membros

### Actuais
- Niclas Frohagen – guitarra, vocais, baixo, bateria

## Discografia
- 1998 – The Silent Cry (demo)
- 2001 - Where Dreams Turn to Dust
- 2004 - Departure
- 2005 - Where Dreams Turn to Dust (re-lançado)
- 2018 - Among The Dormant Watchers